# 金浦線
金浦線（キンポせん 韓国語:김포선）は、大韓民国京畿道富川市の富川駅からソウル特別市江西区金浦駅までを結んでいた鉄道庁（韓国鉄道）の鉄道路線（貨物線）である。1980年8月10日に廃止された。

## 路線データ
- 路線距離:9.2km
- 軌間:1,435mm（標準軌）
- 駅数:3駅
- 地上区間:全線

## 歴史
- 1951年8月20日：開業。
- 1980年7月1日：金浦駅廃止[1]。
- 1980年8月10日：廃止。

## 駅一覧
| 駅名   | 駅名     | 駅名    | 駅間キロ (km) | 累計キロ (km) | 駅 等級 | 駅種別         | 接続路線       | 所在地             |
| 日本語 | ハングル | 英語    | 駅間キロ (km) | 累計キロ (km) | 駅 等級 | 駅種別         | 接続路線       | 所在地             |
| ------ | -------- | ------- | ------------- | ------------- | ------- | -------------- | -------------- | ------------------ |
| 富川駅 | 부천역   | Bucheon | 0.0           | 0.0           | 2級     | 駅員配置簡易駅 | 鉄道庁：京仁線 | 京畿道富川市       |
| 若大駅 | 약대역   | Yakdae  |               |               |         |                |                | 京畿道富川市       |
| 金浦駅 | 김포역   | Gimpo   | 9.2           | 9.2           |         |                |                | ソウル特別市江西区 |